# Adel Abdullah
Adel Abdullah (en árabe: عادل أحمد عبدالله‎; Damasco, Siria, 12 de enero de 1984) es un exfutbolista de Siria que jugaba en la posición de centrocampista.

## Carrera

### Club
| Periodo   | Club              |
| --------- | ----------------- |
| 2003-2008 | Al-Jaish Damasco  |
| 2008-2010 | Al-Ittihad Aleppo |
| 2010      | Nanchang Bayi     |
| 2010–2013 | Al Karamah FC     |
| 2013–2014 | Al-Nahda          |
| 2014      | Nizwa Club        |
| 2015      | Sur Club          |
| 2015-2017 | Al Karamah FC     |

### Selección nacional
Jugó para Irán en 30 ocasiones de 2008 a 2011 y anotó un gol en la victoria por 6-0 ante Zimbabue el 2 de enero de 2010 en un partido amistoso jugado en Kuala Lumpur. Participó en la clasificación de AFC para la Copa Mundial de Fútbol de 2010 y en la Copa Asiática 2011.

## Logros
- Copa de Siria (1): 2004
- Copa AFC (1): 2004